# Glinka (Konin)

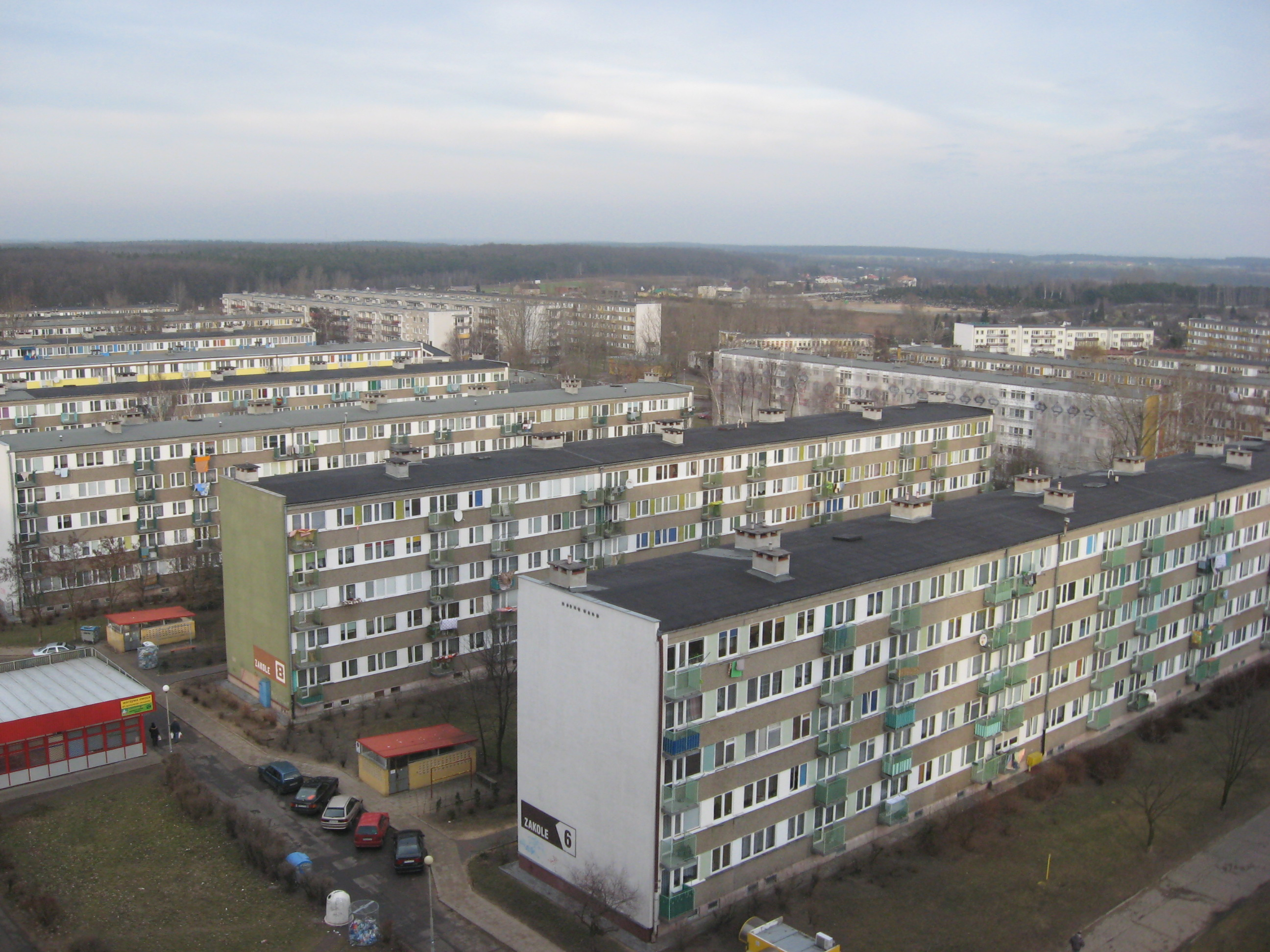
Osiedle Va w 2009 roku

Glinka – druga pod względem liczy ludności dzielnica Konina. Znajduje się w jego centrum. Znajdują się tu m.in. Amfiteatr na Skarpie, Wojewódzki Szpital Zespolony, Komenda Miejska Policji, targowisko miejskie czy II Liceum Ogólnokształcące.
Glinka składa się z kilku osiedli. Są to: Osiedle V, Osiedle Va, Osiedle Glinka oraz Kurów.